# 藏斯卡语

藏斯卡语是一种濒危藏语，主要分布在拉达克藏斯卡，喜马偕尔邦拉豪尔高海拔地区的僧侣也有使用。用藏文书写。
藏斯卡语可被分为4个同源方言，分别是分布在多多河沿岸的上藏斯卡语、法杜姆河谷中的中藏斯卡语、赞斯卡河下游的下藏斯卡语、赞斯卡河上游的隆纳格藏斯卡语。

## 阅读更多
- Paul Hattaway. . . William Carey Library. 2004  [2021-06-26]. ISBN 0878083618. （原始内容存档于2021-07-04）.
- Braj B. Kachru; Yamuna Kachru; S. N. Sridhar. . . Cambridge University Press. 2008  [2021-06-26]. ISBN 978-0521781411. （原始内容存档于2021-07-04）.
- Jonathan Mingle, , St. Martin's Press, 2015:405–409